# Chrysozephyrus duma
Chrysozephyrus duma är en fjärilsart som beskrevs av William Chapman Hewitson 1869. Chrysozephyrus duma ingår i släktet Chrysozephyrus och familjen juvelvingar. Inga underarter finns listade i Catalogue of Life.

## Bildgalleri

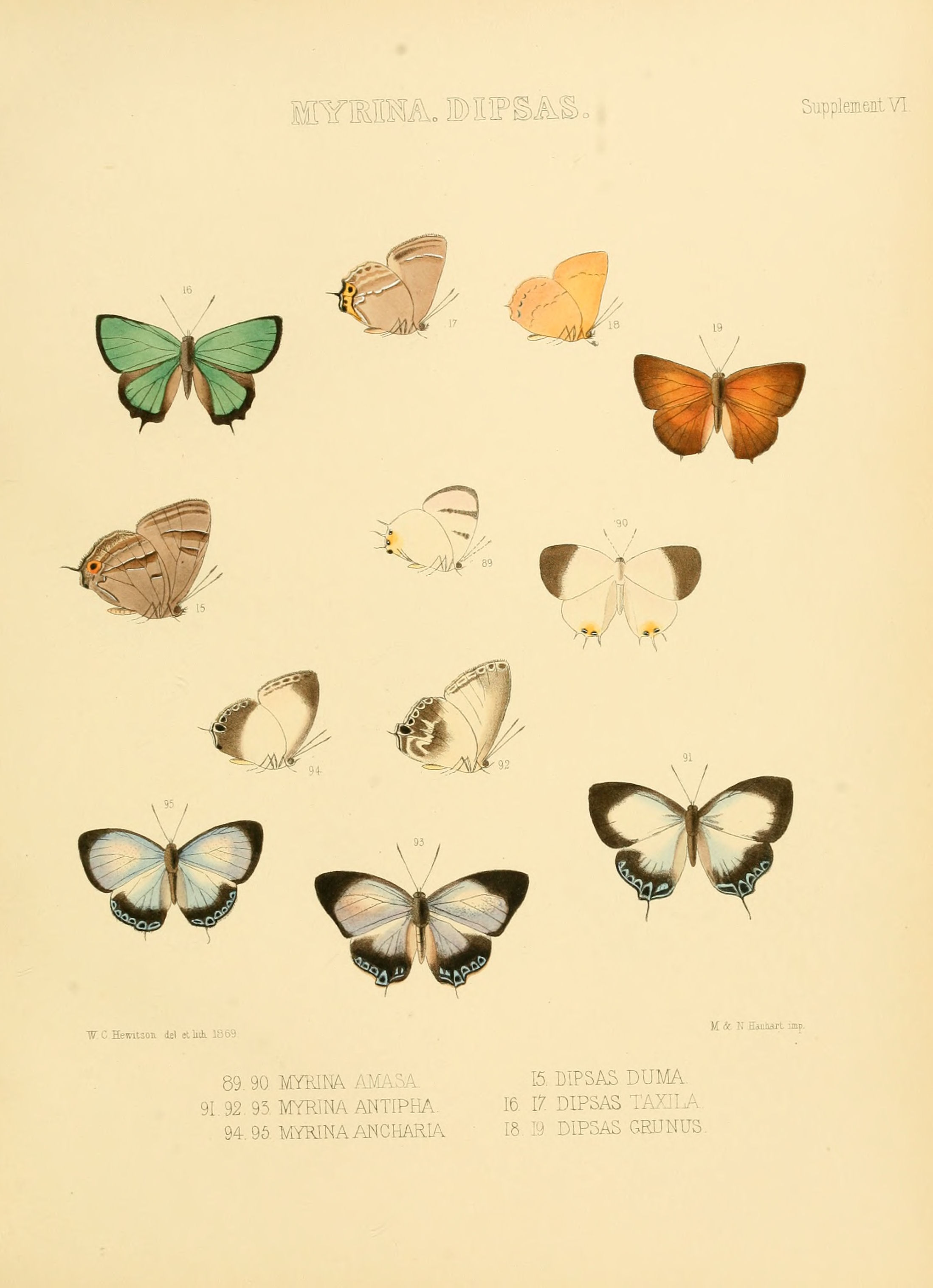